# سرجو مارتینو
سرجو مارتینو (ایتالیایی: Sergio Martino؛ زادهٔ ۱۹ ژوئیهٔ ۱۹۳۸) کارگردان اهل ایتالیا است که بیشتر به خاطر آثارش در سبک جالو شناخته می‌شود.
وی کارگردان آثاری همچون حریف، قطار سریع‌السیر کازابلانکا، خرسی به نام آرتور، میهمان، ۲۰۱۹، پس از سقوط نیویورک، قتل در گورستان اتروسک، آریزونا کلت بازمی‌گردد، میلان می‌لرزد: پلیس به‌دنبال عدالت، تنه، با ببرها بازی نکنید، جووانونا شاسی‌بلند، کروسان با خامه، جنایت‌های شخصی، ضعف اخلاقی عجیب خانم وارْدْ، تمامی رنگ‌های تاریکی، دُم عقرب، گناه در وجودت حبس شده و فقط من کلیدش را دارم، شنبه، یکشنبه و جمعه، همسر در سفر… دل‌داده در شهر، شکر، عسل و فلفل، فضول، اسپاگتی در نیمه‌شب، اقدام بی‌سروصدا، تابستان زیبا، شهر قمار، مرگ مشکوک یک دختر کم سن‌وسال، مانایا، چشم، چشم بد، جعفری و رازیانه، انتقامجویی از آینده، جزیره مردان ماهی‌نما، کوه خدای آدم‌خوار، رودخانه تمساح بزرگ، مربی در ساحل، سکس با لبخند و سکس با لبخند ۲ بوده‌است.